# Haags UIT Festival
Haags UIT Festival was een cultureel evenement  en uitmarkt in Den Haag. Het werd van 1962 t/m 2022 gehouden.
In 2007 wordt het voor de 35e keer gehouden op 2 september ter opening van het nieuwe culturele seizoen. Het vindt plaats in de theaters en andere culturele instellingen rondom het Lange Voorhout, het Spuiplein en in de Grote Kerk. In 2023 wordt dit festival net als de Uitmarkt in Amsterdam vervangen door een nieuw evenement. Vanaf dat jaar wordt het nieuwe culturele seizoen in Den Haag geopend met het Spotlicht Festival dat net als het UIT Festival op verschillende culturele locaties in Den Haag wordt gehouden.